# 南孙庄站
南孙庄站，建设时名称为新外环东路站，是一个位于中国天津市东丽区金钟街道南孙庄新外环东路东侧，属于天津地铁6号线的地铁车站，于2016年12月31日开通。本站也是6号线唯一一座使用高架车站。车站东侧接入大毕庄车辆段。

## 车站结构
南孙庄站为地上二层车站，站厅位于地面，设有地铁客服中心，可为乘客提供人工购票、地铁储值卡的发售充值、失物招领等服务。另外，站厅内还设有自动售票机、验票机等自助服务设施。站台位于地上二层，为侧式站台，设有半高式屏蔽门。
| 地上二层          | 站台         | \| 側式 \| \| \| \| \| \| █ 6号线往渌水道（南何庄） \| \| \| \| █ 6号线落客 \| \| 側式 · 開右邊车门 \| \| \| |
| 地面              | 站厅及出入口 | 客服中心、自动售票机、验票机、A、B出入口                                                                     |
| 側式              |              | |
|                   |              | █ 6号线往渌水道（南何庄）                                                                                    |
|                   |              | █ 6号线落客                                                                                                  |
| 側式 · 開右邊车门 |              | |

## 車站出口
南孙庄站共设2个出口，各出口及周围设施如下所示：
|                           |      |        |              |
| 出口编号                  | 照片 | 地点   | 可到达目的地 |
| 出口 · A · 无障碍通道标志 |      | 金钟路 | 大毕庄车辆段 |
| 出口 · B · 无障碍通道标志 |      | 泽然路 |              |
| 註： 設有                 |      |        |              |

## 车站周边
目前该站基本以车辆段内部上下班通勤为主，除车迷外鲜有外来人员进出。车站西侧有外环调整路，但与该站的联络道路尚未打通。